# 策伦达希·朝勒蒙
策伦达希·朝勒蒙（羅馬化：Tserendashiin Tsolmon，1953年—），蒙古族，蒙古后杭爱省臣亥尔县人。蒙古国政治人物、外交官。

## 生平
1953年，朝勒蒙生于后杭爱省臣亥尔县。1982年，朝勒蒙毕业于党校，1987年毕业于莫斯科外交学院。朝勒蒙是电子工程师，政治学者，外交专员，经济学博士。通晓俄语、英语。
1976年至1977年，朝勒蒙任肉罐头联合工厂电子工程师。1977年至1980年，任食品工业部电子工程师，1982年至1984年，任蒙古革命青年团中央委员会处长。1987年至1990年，任外交部顾问、副处长。1990年，任政府办公厅主任科员。1990年至1992年，任劳动部长。1992年至1996年，任领导进修学院院长。1994年至1995年，任联合国教科文组织民族委员会秘书长。1995年至1996年，任蒙古驻保加利亚大使。1996年至2000年，任蒙古驻俄罗斯大使。2003年至2005年，任“迪乐塔皮”公司总经理。2005年，出任民主党副主席。2006年2月10日，被任命为外交部副部长。
2007年12月，被任命为第一次巴亚尔内阁的建筑和城市建设部部长。2014年，被任命为赛汗比莱格内阁的国防部部长。

## 家庭
朝勒蒙已婚，有两个孩子。